# Tomoya Inoue
Tomoya Inoue (jap. 井上 知也, Inoue Tomoya; * 13. November 1984) ist ein japanischer Badmintonspieler. 

## Karriere
Tomoya Inoue wurde bei den nationalen japanischen Titelkämpfen 2007 Dritter im Herreneinzel. Bei den Osaka International 2009 belegte er Rang neun im Einzel. Ein Jahr später kämpfte er sich bei den US Open durch die Qualifikation, schied dann aber in der zweiten Runde gegen Carl Baxter aus. Auch bei den Romanian International 2010 musste er in die Qualifikation und unterlag dann in der ersten Runde des Hauptfeldes.